# أندريا كيمي أنتونيلي
أندريا كيمي أنتونيللي (بالإيطالية: Andrea Kimi Antonelli)‏ ( من مواليد 25 أغسطس 2006)، المعروف أيضًا باسم كيمي أنتونيللي، هو سائق سباق إيطالي، يتنافس في سباقات فورملا 1 لصالح فريق مرسيدس.
ولد أنتونيللي ونشأ في 25 أغسطس 2006 في بولونيا، وهو ابن سائق سباقات السيارات الرياضية ماركو أنتونيللي. بعد مسيرة ناجحة في سباقات الكارت بفوزين متتاليين في بطولة أوروبا للكارت في عامي 2020 و 2021. ثم انتقل إلى فئة الفورمولا الشباب. فاز بلقبه الأول في بطولة اف 4 الإيطالية عام 2022 مع فريق بريما، ومنذ ذلك الحين فاز ببطولة ADAC F4 في عام 2022 وبطولة أوروبا للفورمولا الإقليمية في عام 2023 مع فريق بريما، بالإضافة إلى بطولة الشرق الأوسط للفورمولا الإقليمية في عام 2023 مع فريق مومباي فالكونز. بالإضافة إلى تحقيقه للفوز في سباقات بطولة جي تي الإيطالية، وفاز أيضًا بالميدالية الذهبية ممثلاً إيطاليا في ألعاب فيا للمحركات الرياضية لعام 2022.  
صعد أنتونيللي إلى بطولة الاتحاد الدولي للسيارات للفورمولا 2 في عام 2024، حيث فاز بعدة سباقات وحل في المركز السادس في موسمه الافتتاحي. وشارك لأول مرة خلال التجارب الحرة في الفورمولا 1 في جائزة إيطاليا الكبرى 2024. وفي موسم 2025 حل محل لويس هاملتون في فريق مرسيدس إلى جانب جورج راسل.

## روابط خارجية
- أندريا كيمي أنتونيلي على موقع DriverDB.com (الإنجليزية)